# 예고르 베로예프

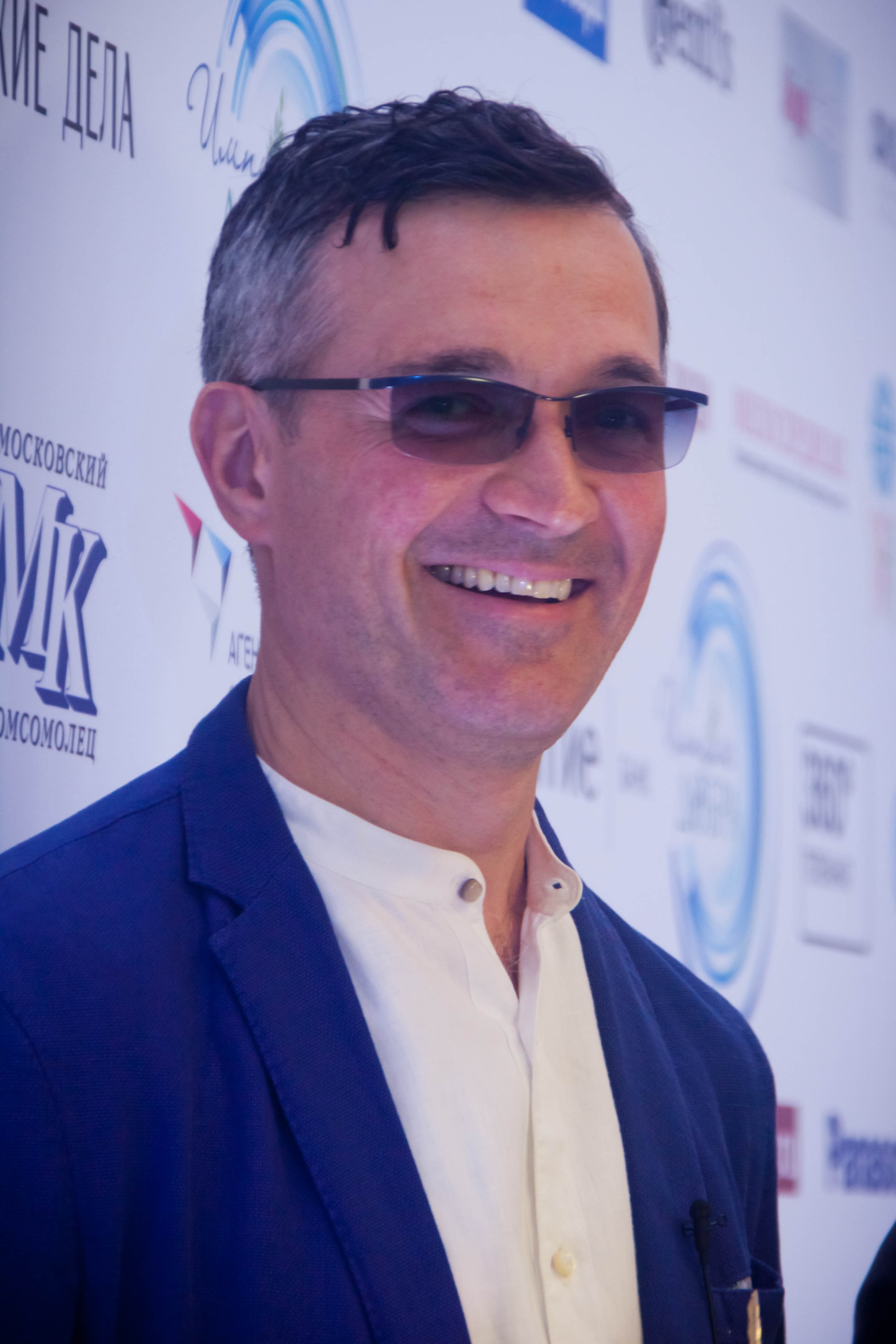

예고르 베로예프(Egor Beroev, 1977년 10월 9일 ~ )는 러시아의 배우, 연극 배우, 진행자, TV 사회자, 텔레비전 배우이다.
모스크바에서 태어났다.

## 영화
- 패트리어트 워 (2018년)
- 더 테리토리 (2015년)
- 웨이팅 포 더 씨 (2012년)
- 어거스트 에이트 (2012년)
- 제독의 연인 (2008년) - 믹하일 스미르노프 역
- 런어웨이 (2007년)
- 아버지 (2004년)